# Martin Ulmer (Eishockeyspieler)
Martin Ulmer (* 26. April 1988 in Dornbirn) ist ein ehemaliger österreichischer Eishockeyspieler, der von 2021 bis 2024 beim HC Innsbruck in der Erste Bank Eishockey Liga unter Vertrag gestanden ist. Sein Bruder Stefan ist ebenfalls Eishockeyspieler.

## Karriere
Martin Ulmer spielte ab der Saison 2007/08 beim EC Red Bull Salzburg II in der Nationalliga und kam bei 14 Spielen der Kampfmannschaft zum Einsatz. In den Spielzeiten 2008/09 und 2009/10 durfte er mit der Salzburger Kampfmannschaft in der Erste Bank Eishockey Liga aufs Eis und gewann zudem 2010 sowohl den österreichischen Meistertitel als auch den Continental Cup. 2010 wechselte Ulmer zu den Vienna Capitals. Im Mai 2011 wurde er vom Lausanne HC aus der National League B verpflichtet. Nach 51 Spielen wechselte er während der Saison 2012/13 zum HC Red Ice. Im Jahr 2013 wurde er vom NLA-Club EHC Biel verpflichtet, wechselte schon ein Jahr später aber in die NLB zum EHC Olten, wo er bis 2019 spielte.
Zwischen 2019 und 2021 stand Ulmer beim EC VSV in der Erste Bank Eishockey Liga unter Vertrag und absolvierte 106 Partien für den Klub. Anschließend wechselte er innerhalb der Liga zum HC Innsbruck. Ende Februar 2024 beendete er seine aktive Karriere.

### International

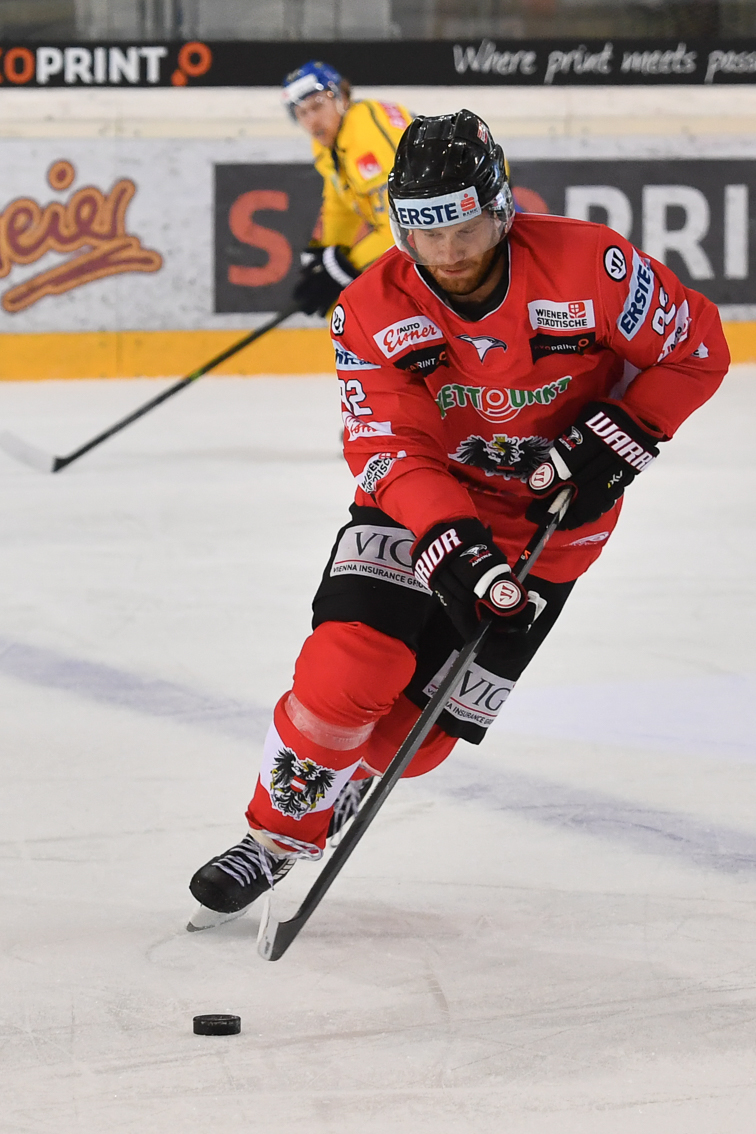
Martin Ulmer im Nationaltrikot (2017)

Im Juniorenbereich nahm Ulmer für Österreich an den U18-Weltmeisterschaften 2005 und 2006, als er bester Vorbereiter des Turniers war, sowie den U20-Weltmeisterschaften 2007 und 2008 jeweils in der Division I teil.
Am 6. November 2009 debütierte Ulmer beim 3:1 im Freundschaftsspiel gegen Dänemark im belarussischen Babrujsk in der österreichischen Herren-Auswahl. Später nahm er an der Qualifikation für die Olympischen Winterspiele in Sotschi 2014 sowie an der Weltmeisterschaft 2017 in der Division I teil.

## Erfolge und Auszeichnungen
- 2006 Meiste Torvorlagen bei der U18-Weltmeisterschaft der Division I, Gruppe A
- 2010 Österreichischer Meister und Continental-Cup-Gewinn mit dem EC Red Bull Salzburg
- 2017 Aufstieg in die Top-Division bei der Weltmeisterschaft der Division I, Gruppe A

## Karrierestatistik
(Legende zur Spielerstatistik: Sp oder GP = absolvierte Spiele; T oder G = erzielte Tore; V oder A = erzielte Assists; Pkt oder Pts = erzielte Scorerpunkte; SM oder PIM = erhaltene Strafminuten; +/− = Plus/Minus-Bilanz; PP = erzielte Überzahltore; SH = erzielte Unterzahltore; GW = erzielte Siegtore; 1 Play-downs/Relegation; Kursiv: Statistik nicht vollständig)